# Communauté rurale de Diannah Ba
La communauté rurale de Diannah Ba est une communauté rurale du Sénégal située en Casamance, dans le sud du pays. 
Créée en 2008, elle fait partie de l'arrondissement de Diendé, du département de Sédhiou et de la région de Sédhiou.